# Annette Wirén Larsen
Annette Wirén Larsen (født 24. september 1991) er en dansk håndboldspiller, der spiller for HH Elite og Danmarks håndboldlandshold.
Hun fik officielt landsholdsdebut den 16. marts 2017 mod Frankrig.

## Meritter
- Damehåndboldligaen:
  - Guld: 2020
  - Bronze: 2016
- EHF Cup Winners' Cup:
  - Vinder: 2016

## Udmærkelser
- Topscorer i Eliteserien 2013/2014 (145 mål)